# Vendetta (filme)
Vendetta é um filme policial estadunidense de 1950 baseado no romance Colomba de Prosper Mérimée. O filme foi produzido por Howard Hughes e estrelado por Faith Domergue.

## Elenco
- Faith Domergue como Colomba della Rabia
- George Dolenz como tte. Orso Antonio della Rabia
- Donald Buka como Padrino, o bandido
- Joseph Calleia como prefeito Guido Barracini
- Robert Warwick
- Hugo Haas como Brando, o bandido
- Hillary Brooke como Lydia Nevil
- Nigel Bruce como Sir Thomas Nevil

## Produção e bilheteria
Vendetta começou a ser filmado pela United Artists em 1946, mas só foi lançado quatro anos depois pela RKO Pictures, que Hughes havia comprado recentemente. O orçamento do filme foi estimado em cerca de US$ 4 milhões, uma quantia extraordinária para a época, mas não foi um sucesso de crítica nem de bilheteria.